# Alain Couriol
Alain Couriol (n. París. Francia, 24 de octubre de 1958) es un exfutbolista francés, que jugaba de delantero y militó en diversos clubes de Francia.

## Selección nacional
Con la Selección de fútbol de Francia, disputó 12 partidos internacionales y anotó solo 2 goles. Incluso participó con la selección francesa, en una sola edición de la Copa Mundial. La única participación de Couriol en un mundial, fue en la edición de España 1982. donde anotó solo un gol y fue en la derrota por 3-2, ante su similar de Polonia en Alicante, en la disputa por el tercer lugar, donde su selección obtuvo dignamente, el cuarto lugar en la cita de España.

### Participaciones en Copas del Mundo
| Mundial                        | Sede   | Resultado    |
| ------------------------------ | ------ | ------------ |
| Copa Mundial de Fútbol de 1982 | España | Cuarto lugar |

## Clubes
| Club                | País    | Año         |
| ------------------- | ------- | ----------- |
| INF Vichy           | Francia | 1976 - 1979 |
| AS Mónaco           | Francia | 1979 - 1983 |
| París Saint-Germain | Francia | 1983 - 1989 |
| SC Toulon           | Francia | 1989 - 1990 |
| FC Saint-Leu        | Francia | 1990 - 1991 |